# Віолета Нінова
Віолета Ніколаєва Нінова (болг. Виолета Николаева Нинова), після одруження Йорданова (болг. Йорданова; нар. 19 серпня 1963, Софія) — болгарська спортсменка, академічна веслувальниця, бронзова призерка Олімпійських ігор 1988 в двійці парній, чемпіонка і призерка чемпіонатів світу з академічного веслування.

## Спортивна кар'єра
Віолета Нінова народилася в Софії і займалася веслуванням у місцевому клубі «Левски».
1983 року у складі болгарської команди зайняла третє місце на чемпіонаті світу в змаганні четвірок парних зі стерновою.
Розглядалася в числі кандидатів на участь в Олімпійських іграх 1984, але Болгарія разом з декількома іншими країнами соціалістичного табору бойкотувала ці змагання через політичні причини. Нінова виступила в альтернативній регаті Дружба-84, де завоювала срібну нагороду в четвірці парній зі стерновою.
На чемпіонаті світу 1985 року Нінова з Магдаленою Георгієвою зайняла третє місце в двійках парних. На чемпіонаті світу 1986 року з Іскрою Веліновою в змаганні двійок парних була четвертою.
1987 року на чемпіонаті світу в Копенгагені Нінова зі Стефкою Мадіною здобула перемогу в двійках парних.
На Олімпійських іграх 1988 Стефка Мадіна і Віолета Нінова в змаганні двійок парних фінішували третіми, здобувши бронзові нагороди.
Після Олімпіади 1988 Віолета одружилася і в подальшому брала участь в змаганнях під прізвищем Йорданова.
На чемпіонаті світу 1990 року Віолета виступала в фіналі змагань двійок парних та четвірок парних і в обох фінішувала шостою.
1991 року на Кубку світу в одиночках була п'ятою. На чемпіонаті світу 1991 року в змаганні четвірок парних теж була п'ятою.
На Олімпійських іграх 1992 Йорданова в одиночках не пробилася в головний фінал і, зайнявши у втішному фіналі четверте місце, стала десятою в загальному заліку.
Після завершення спортивної кар'єри стала спортивним функціонером.